# Tipula costaloides
Tipula costaloides är en tvåvingeart som beskrevs av Alexander 1915. Tipula costaloides ingår i släktet Tipula och familjen storharkrankar. Inga underarter finns listade i Catalogue of Life.